# Kalendarium Dobrego
Dobre – w roku 1409 wieś lub źreb, 1442 Dobre Małe (Minor) i Duże (Maior) – wieś nad rzeką Chodelką, która koło Dobre wpada do Wisły, 6 km na SW od Kazimierza Dolnego - około 75 km na NE od klasztoru, 13 km na N od  Braciejowic.
Powiat lubelski, parafia Wilków.
Metryka wsi a właściwie obszaru na którym wieś powstała sięga wieku VI.

## Kalendarium własności
Własność szlachecka – początkowo wieś z kmieciami, następnie w wieku XV zaścianek szlachecki.
Księgi ziemskie lubelskie a także Teki archiwalne VII pozycja bibliografii nr.1 pokazują nazwiska osób będących dziedzicami (ich następcami) wsi według podanej poniżej chronologii.
- 1409 – dziedzicem jest Bawor[3].
- 1413 – Dzichna wdowa po Baworze[4].
- 1409 – Wojciech z Dobrego[5].
- 1418 – Dzichna żona Wojciecha[6].
- 1441 – Dzichna z Dobrego[7].
- 1445 – Dzichna wdowa po Goworku z Dobre[8].
- 1417–41 – Bawor syn Dzichny[9].
- 1417–28 – Piotr syn Dzichny[10].
- 1425 – Stanisław Dębowy z Dobrego[11].
- 1426 – Marko[12].
- 1443 – Jan i Jakub z Wrzelowa zastawiają Piotrowi z Dominowa część swej posiadłości w Dobre z wyjątkiem ról i łąk dworskich za 45 grz.[13]. Połowa wsi należy do Mikołaja Syńca z Wilkowa[14].
- 1449–70 – Jakub Snopek z Dobrego[15][16].
- 1456–69 – Katarzyna żona Jakuba Snopka[17].
- 1451 – Bartosz Syniec zastawia 4 kmieci, tj. Michała, Jana Byczkowskiego, Jana Ryczera i Świętka Krzobielkę, za 10 grzywien Grotowi tenutariuszowi kazimierskiemu[18].
- 1452 – Bartosz Syniec zastawia Grotowi tenutariuszowi 4 kmieci w Dobre za 20 grzywien[19].
- 1463 – Greta z Dobrego żona Jana Morawca[20]
- 1466–70 – Jan Syniec, Syńcowicz, syn Bartosza[21].
- 1466 – tenże zapisuje na Dobre żonie Małgorzacie 50 grzywien posagu i tyleż wiana[22].
- 1470 – tenże Jan Syńcowicz zastawia Jurkowi Nogawce 3 półłanki Truchoniowski, Wiązowski oraz kmiecia Andrzycha z 2 ogrodami i pastewnikiem za 4 grzywny[23].
- 1468 – znano dwóch Janów z Dobrego[24].
- 1470 – Stanisław Syniec[25].
- 1531-3 – we wsi jest szlachta bez kmieci, pobór z części Mikołaja Babki 1 łana części Mikołaja i Stanisława połowa łana[26] .

### Wydarzenia
- 1467 Jan syn Bartosza Syńca sprzedaje sołectwo w Dobrem szlachcicowi Mikołajowi Babce ze Słotwin za 20 grzywien z 2 łanami w Zimnym Dole, półłankiem pod wsią, łąką Brodową na Białych Bagnach, drugą w Bielinach i trzecią „inter Lavi”, 1/3 dochodów z karczmy oraz pamiętnym i przysiężnym według prawa magdeburskiego. Sołtys odpowiadać będzie przed sądem kasztelana lubelskiego[27].

## Powinności dziesięcinne
Dziesięcina należy do klasztoru świętokrzyskiego, następnie do biskupa krakowskiego i plebana Wilkowa.
- 1442 sąd polubowny postanawia, że dziesięcina ze wsi Dobre, jako założonej na surowym korzeniu, winien pobierać biskup krakowski, a nie opat świętokrzyski[28].
- 1470-80 W swojej kronice Długosz opisuje, że z łanów kmiecych wsi Dobre Małe i Duże dziesięcina snopowa i konopna dowożono opactwu świętokrzyskiemu do 1442 r., gdy wyrokiem sądu polubownego przyznano je w całości biskupowi krakowskiemu (Długosz L.B. II 555; III 250-1);
- 1529 z pewnych ról we wsiach Dobre,  Stok i  Zaszczytów dziesięcinę snopową o wartości 6,5 grzywien pobiera biskup krakowski, z folwarku dziesięcina snopowa wartości 3 fertonów należy do plebana Wilkowa[29].

## Badania archeologiczne
W latach 1973–81  we wsi odkryto podczas badań archeologicznych cmentarzysko i osadę wielokulturową, w tym wczesnośredniowieczną  z VII -X wieku(IA. Badania 1980, Warszawa 1981,104). Potwierdzeniem są  materiały z VI-XIII wieku stwierdzone w trakcie badań Archeologiczna Zdjęcie  Polski.